# Premio Cattolica - Il Calendario del Popolo
Il Premio Cattolica - Il Calendario del Popolo è stato un concorso di poesia dialettale.

## Origine ed evoluzione
Nel 1950 l'intellettuale napoletano Giulio Trevisani, in veste di direttore de Il Calendario del Popolo, da lui fondato nel 1945, promosse la creazione del "Premio Cattolica - Il Calendario del Popolo", il primo concorso di poesia dialettale del dopoguerra, presieduto dal critico letterario Luigi Russo. L'iniziativa era controcorrente in un'epoca in cui l'uso del dialetto veniva fortemente osteggiato, in particolare dal sistema scolastico e dalle istituzioni visto il grande sforzo di quegli anni per creare in Italia una lingua comune. Già nel secolo precedente illustri letterati avevano palesato la loro avversione ai dialetti; si pensi, per esempio, all'opinione del critico letterario Francesco De Sanctis che li considerava una «malerba che la scuola dovrebbe provvedere a sradicare».
La prima edizione del concorso, nel 1950, vide premiati gli allora poco noti Pier Paolo Pasolini, per il componimento in friulano Il testament Coràn contenuto nella raccolta Dov'è la mia patria del '49 e Tonino Guerra per la poesia in dialetto romagnolo Prèst l'arivarà la primavera. Il primo premio andò al poeta sardo Giovanni Moi per il testo "Su pitzinnu mutiladu" ("Il bambino mutilato"). Il premio ebbe varie riedizioni e vide di anno in anno crescere il numero dei partecipanti. Nel 1951 si impose all'attenzione della giuria la figura di Rocco Scotellaro, poeta lucano, sindaco socialista di Tricarico, che resterà celebre per il profondo e appassionato impegno sia politico che culturale nella vita dei contadini meridionali. Nel 1953 vinsero, a pari merito, Ignazio Buttitta, poeta siciliano e Ettore Piazza, scrittore, dirigente d'azienda e militante del Partito Comunista Italiano.
Assieme a Giulio Trevisani e Luigi Russo, la giuria del Premio annoverava personalità di spicco della cultura italiana come il premio Nobel Salvatore Quasimodo, Eduardo De Filippo, Emilio Sereni, Antonello Trombadori e Ernesto De Martino..